# Toxorhynchites acaudatus
Toxorhynchites acaudatus är en tvåvingeart som först beskrevs av George Frederick Leicester 1908.  Toxorhynchites acaudatus ingår i släktet Toxorhynchites och familjen stickmyggor. Inga underarter finns listade i Catalogue of Life.